# Конспиративное Войско Польское
Конспиративное Войско Польское (пол. Konspiracyjne Wojsko Polskie, KWP), в русском переводе Секретная польская армия, Подпольная польская армия — организация вооружённого антикоммунистического подполья в послевоенной Польше. Создана капитаном Армии Крайовой Станиславом Сойчиньским. Действовала в 1945—1954 годах. Совершала нападения на представителей коммунистических властей, гражданской милиции  и органы госбезопасности. Разгромлена к концу 1948 года, но отдельные группы продолжали сопротивление ещё более пяти лет. В современной Польше бойцы KWP считаются национальными героями.

## Создание
Инициатором создания KWP выступил командир батальона Армии Крайовой (АК) капитан Станислав Сойчиньский. Он не признал приказа о роспуске АК, изданного 19 января 1945, и 3 апреля 1945 опубликовал призыв к продолжению подпольной борьбы. Вокруг Сойчиньского сгруппировались бойцы его батальона.
12 августа 1945 капитан Сойчиньский опубликовал Открытое письмо, в котором объявил предательством призыв полковника АК Яна Мазуркевича к прекращению подпольной борьбы. 16 августа 1945 Сойчиньский издал собственный приказ — продолжать борьбу против коммунистических властей, защищать население от террора коммунистических органов госбезопасности. Он не признал организации подполья Свобода и Независимость. 
Первоначально группа именовалась Manewr (Манёвр) или Walka z Bezprawiem (Борьба с бесправием). 8 января 1946 было принято название Samodzielna Grupa Konspiracyjnego Wojska Polskiego — Самостоятельная группа Конспиративного Войска Польского, впоследствии сокращённое в KWP.

## Борьба
Ближайшими соратниками Станислава Сойчиньского являлись  Генрик Глапиньский, Ян Рогулька, Ежи Ясиньский. Основные кадры составили бойцы АК. В период максимальной активности KWP насчитывала до 3 тысячи подпольщиков. Основным районом действия KWP являлось Лодзинское воеводство, но акции проводились также в Силезском, Познанском, Келецком регионах. Организация издавала газету W swietle prawdy (В свете истины).
Первой акцией стало убийство в сентябре 1945 начальника следственного отдела госбезопасности в Радомско Янкеля Якуба Цукермана. Крупнейшей операцией KWP явилась атака в Радомско в ночь на 20 апреля 1946. Местное управление МОБ не было захвачено, но были освобождены 57 заключённых.
В июне 1946 госбезопасности удалось арестовать Сойчиньского, а спустя три месяца — Глапиньского. Оба были казнены в феврале 1947. Это нанесло сильный удар по KWP, большая часть отрядов была вскоре ликвидирована, акции в Силезии и Познани практически прекратились. Однако сопротивление продолжалось под командованием поручика Ежи Ясиньского и впоследствии сержанта Яна Малолепшего. В 1946 госбезопасности удалось арестовать и Ясиньского.   
В 1947 некоторые вооружённые отряды и члены организации воспользовались объявленной тогда государственной амнистией. Первой акцией Яна Малолепшего стало убийство активистов KWP, подчинившихся призыву властей выйти из подполья.
9 ноября 1948 Малолепший был схвачен. Он сломался на допросах, за «мягкий» приговор суда дал показания о подчинённой ему организации, но был приговорён к смертной казни и убит в тюрьме. После этого операции KWP в целом прекратились, хотя разрозненные  акции продолжались до 1952.

## Память
26 сентября 2010 года в Радомско был установлен памятник бойцам KWP, которые рассматриваются в современной Польше как национальные герои. 11 ноября 2009 года президент Польши Лех Качиньский посмертно присвоил Станиславу Сойчиньскому звание бригадного генерала.